# 秦蒙恬攻匈奴之战
蒙恬攻匈奴之戰是秦始皇三十二年（前215年）起，秦朝為降低和打擊匈奴對首都咸陽及關中地區的威脅而進行的戰役。

## 戰前情況
秦滅六國初步統一全國後，由於在統一戰爭期間，各國（特別是燕、趙、秦）三國均無暇顧及北部邊疆的匈奴，致使匈奴在這段時間內迅速發展。至統一全國初期，匈奴已東逐東胡至燕山以東，西逐月氏至祁連山以西地區，匈奴主力似在陰山地區西部與賀蘭山地區之北，其中一部已經侵入河套地區至秦原築長城的邊地，形成對關中地區極大的威脅。

## 蒙恬的作戰計劃
秦始皇三十二年（公元前215年），秦始皇派蒙恬统30万大軍北征匈奴。蒙恬的作戰目的如下：
將侵入隴西河套地區及原趙國邊境的匈奴軍隊擊破，並驅逐其至賀蘭山脈及狼山山脈以西，以及原趙國所建長城以北。
蒙恬決定以主力軍從上郡（今陝西省綏德縣）進入河套北部，而以一部分軍力從北地郡（今甘肅慶陽市）出蕭關（今宁夏固原市），進入河套南部地區，以掃蕩河套地區的匈奴軍隊。待掃清河套地區之敵後，再分兵兩支，主力軍由河套西北渡黃河，進攻高闕（今內蒙古五原縣）與狼山山脈。另一部由河套西南渡黃河，攻佔賀蘭山脈高地，以側應主力軍。

## 作戰經過
秦始皇三十二年（公元前215年）夏秋之季，按原定的作戰計劃，蒙恬率军自上郡出發，經榆林進入河套北部，一部秦軍由義渠蕭關之道進入河套南部，兩軍所至，攻擊散落的匈奴部落，未遭遇重大抵抗。当年初冬，秦军已經將河套地區的匈奴部落全部掃蕩肅清，匈奴殘部向西北方向渡河而逃。蒙恬乃將秦军推至黃河南岸以度过冬季，待來年春季的进一步戰鬥。秦始皇三十三年（公元前214年）初春，蒙恬率秦军主力由九原（今內蒙古五原縣）渡過黃河，攻擊高闕與陶山（今狼山山脈）一带匈奴军队，一部軍西渡黃河進入賀蘭山脈。匈奴震於秦之兵威，向北遠遁达700余里。於是秦趙原被匈奴侵佔之地全部被收复。

## 戰後
戰後蒙恬奉命修筑西北邊防長城，乃駐節上郡。蒙恬在世之時，匈奴畏其兵威，不敢南下。